# Szumátrai orangután
A szumátrai orangután (Pongo abelii) a Pongo nem egyik faja.

## Előfordulása
Szumátra szigetén honos.

## Megjelenése
A hím szumátrai orangutánnak szakálla is van. A szumátrai orangután hossza 78–97 cm, a súlya 40–90 kg.

## Táplálkozása
A szumátrai orangután étlapján szerepel a durián, a füge, még a rovarok is.

## Egyéb

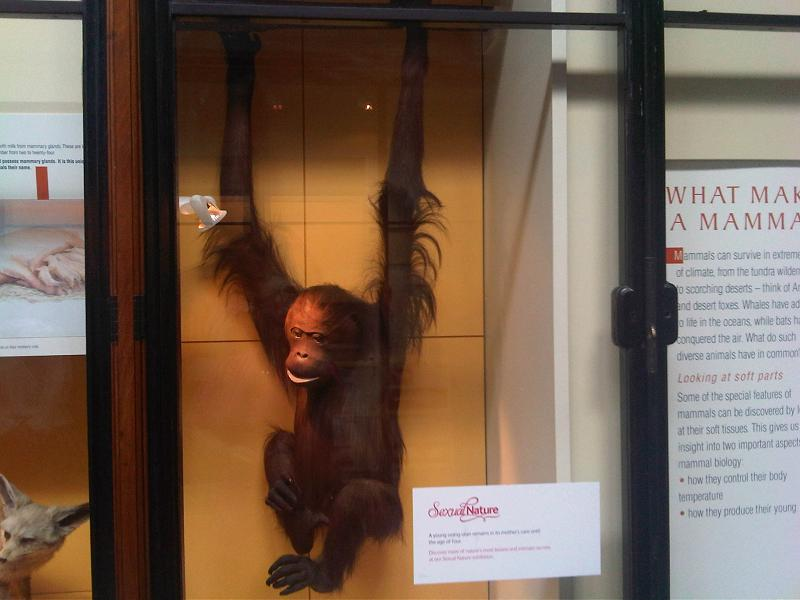
Kitömött fiatal példány

Magyarországon csak a Budapesti Állatkertben fordul elő szumátrai orangután. A szumátrai orangután körülbelül 50 évig is el él.
2012 márciusában több száz szumátrai orangután pusztulhatott el a pálmaolaj-termesztő vállalkozások által szándékosan, erdőirtás céljából okozott erdőtűzben a Szumátra szigetének északi részén fekvő Nanggroe Aceh Darussalam tartományban. A szumátrai orangutánvédelmi program vezetője, Ian Singleton szerint „már nem évek, hanem néhány hónap, esetleg hetek választanak el attól, hogy ez az ikonikus élőlény örökre eltűnjön.”

### Fordítás
- Ez a szócikk részben vagy egészben  a   Sumatran Orangutan című angol Wikipédia-szócikk fordításán alapul.  Az eredeti cikk szerkesztőit annak laptörténete sorolja fel. Ez a jelzés csupán a megfogalmazás eredetét és a szerzői jogokat jelzi, nem szolgál a cikkben szereplő információk forrásmegjelöléseként.